# Paradinocephalus
Paradinocephalus is een kevergeslacht uit de familie van de boktorren (Cerambycidae). De wetenschappelijke naam van het geslacht werd voor het eerst geldig gepubliceerd in 1954 door Breuning.

## Soorten
Paradinocephalus is monotypisch en omvat slechts de volgende soort:
- Paradinocephalus collarti Breuning, 1954